# Södra Gäddtjärnen, Ångermanland
Södra Gäddtjärnen är en sjö i Örnsköldsviks kommun i Ångermanland och ingår i Moälvens huvudavrinningsområde.